# Slovenski planinski muzej
Slovenski planinski muzej je muzej namenjen sistematični obdelavi in proučevanju kulturne dediščine slovenskega gorništva in planinstva in ima sedež v Mojstrani. Odprt je bil 7. avgusta 2010, natanko 115 let po odprtju Aljaževega stolpa na vrhu Triglava.
Poslanstvo Slovenskega planinskega muzeja je prikazati zgodovino delovanja Slovencev v domačih in tujih gorah ter prikazati lepote in vrednot gorskega sveta ter trajno ohranjati pomen planinske tradicije slovenskega naroda.
Z njim upravlja Gornjesavski muzej Jesenice.

## Zgodovina
Prvi zapis o »alpskem« muzeju najdemo v Planinskem vestniku že leta 1901. V času prve svetovne vojne in po njem je ideja zamrla in se spet pojavila v letu 1932, ko je bila organizirana razstava planinstva na Ljubljanskem sejmu. Veliko razstav na temo planinstva je bilo tudi po letu 1950, ko se je po drugi svetovni vojni spet okrepila dejavnost planinskih društev in Planinske zveze. Najbolj dejavni na tem področju so bili na Gorenjskem, na Jesenicah. Po letu 1970 se je muzejska dejavnost prenesla v Mojstrano, pod vodstvo Avgusta Delavca. Prirejali so planinske razstave po Gorenjskem in drugje po Sloveniji. V Mojstrani je tako obstojala Triglavska muzejska zbirka od leta 1984. 
Ker je zbrano gradivo prerastlo tovrstni muzej, je bilo leta 1996 podpisano pismo o nameri postavitve Slovenskega planinskega muzeja v Mojstrani med partnerji v projektu: občino Kranjska Gora, Planinsko zvezo Slovenije in PD Dovje - Mojstrana. Kasneje sta se pridružila še Zavod Triglavski narodni park in Gornjesavski muzej Jesenice. Aktivnosti za gradnjo so potekale od leta 2002 dalje na odkupu zemljišča, izdelavi projektne dokumentacije, pridobitvi gradbenega dovoljenja in pridobitvi finančnih sredstev. Temeljni kamen je bil položen 24. avgusta 2007.
Ker sredstev ni bilo dovolj, je bila ustanovljena fundacija Ustanova Avgusta Delavca, ki je zbirala manjkajoča sredstva za izgradnjo in delovanje muzeja. Po zaprti finančni konstrukciji so se pripravljalna dela za gradnjo pričeli 22. julija 2008, sama gradnj pa 7. avgusta 2008. Projekt je bil delno sofinanciran tudi s strani Evropske skupnosti.
Gornjesavski muzej Jesenice, strokovni upravitelj zbirke, je pridobil pooblastilo Ministrstva za kulturo RS za izvajanje javne službe. Sofinanciranje delovanja Slovenskega planinskega muzeja v obdobju 2010–2015 so podprli vsi partnerji v projektu.

## Stavba muzeja
Oblikovno stavba sledi urbani morfologiji okolja. Stavba je oblikovana kot skalna gmota. Streha in zunanja stena sta enako oblikovani in pokriti s sivo pločevino, fasada povzema obliko visokogorskega planšarskega zavetišča morda tudi bivaka. Muzej je znotraj sodobno oblikovan in upošteva najsodobnejše trende muzejskih zasnov, vgrajena je tudi najnovejša avdiovizualna in informacijska tehnologija. Arhitekturna zasnova je delo projektne skupine izr. prof. dr. Borisa Leskovca in sodelavcev.

## Zbirke
V muzejsko zbirko so eksponate prispevali tako posamezniki kot planinska društva in druge organizacije. Osnova je bila nekdanja Triglavska muzejska zbirka, kot tudi predmetno in dokumentarno gradivo, ki je bilo zbrano po celotnem slovenskem ozemlju. Trenutno zbirka obsega več kot 2.000 enot, od tega je razstavljenih 450 predmetov. V depojih muzeja je še arhivskoa gradivo, stare razglednice in fotografije (okoli 1.000 izvirnih fotografij, reprodukcij ter digitalnih posnetkov iz starejše in novejše zgodovine) ter komplet Planinskih vestnikov od prve številke do danes. Muzejska knjižnica ima preko 1000 strokovnih in leposlovnih publikacij namenjenih kustosom in raziskovalcem, ki proučujejo planinsko zgodovino. V muzeju je tudi zbirka dokumentarnih in igranih filmov.

## Razstave
V muzeju je stalna razstava, ki je zasnovana kot muzejska pripoved. Obiskovalca popelje v pot v gore, kjer skozi eksponate, fotografije, film in tudi interaktivno spozna gorsko okolje, življenje, rastlinstvo, živalstvo in podobno.
Občasne razstave vsebinsko dopolnjujejo in popestrijo stalno razstavo in podrobneje predstavijo izbrane teme in aktualne dogodke s področja alpinizma, gorništva, planinstva. Sem sodijo tudi fotografske in likovne razstave.

## Vzgojna dejavnost
V muzeju pripravljajo programe za obiskovalce različnih ciljnih skupin. Največ pozornosti posvečajo mladim. Tako ponujajo: vodene oglede in tematske pogovorne ure, delovne liste in knjižice, pobarvanke, številne interaktivne vsebine, ustvarjalne delavnice in obisk učnih poti po bližnji okolici. Za odrasle pa organizirajo različne tečaje, predavanja, predstaviteve, aktivnih delavnice in srečanja.

## Nagrade in priznanja
- 2017: Valvasorjevo častno priznanje za prostor doživetij (soba pobega) Pobeg v bivak[1]